# Albert Beckmann (homme politique)
Pour les articles homonymes, voir Albert Beckmann et Beckmann.
Albert Beckmann (né le 23 janvier 1833 à Wesel et mort le 5 juillet 1922 à Bocholt) est un fabricant de textile et député du Reichstag.

## Biographie
Beckmann étudie au lycée de Wesel puis dans diverses écoles techniques. Il reprend J. Beckmann Textilwerke (aujourd'hui: Ibena) à Bocholt de son père. Il est également conseiller municipal, membre du conseil de district et, de 1884 et 1887 à 1909, du parlement provincial de Westphalie, de la chambre de commerce et d'autres corporations.
De 1884 à 1893, il est député du Reichstag pour la 3e circonscription de Münster (Borken, Recklinghausen) pour le Zentrum. En 1893, Beckmann, bien que candidat officiel pour le Zentrum, n'est pas réélu parce qu'une opposition interne du parti envoie le maître charpentier Jakob Euler (de) dans la course comme candidat du Zentrum.